# 고사카촌 (후쿠시마현)
고사카촌(小坂村)은 후쿠시마현 다테군에 있던 촌이다. 현재의 구니미정 북서부에 해당한다.

## 역사
- 1889년 4월 1일 - 정촌제 시행에 의해 오사카촌, 우치타니촌, 돗토리촌, 이즈미다촌 구역으로 성립하였다.
- 1954년 3월 31일 - 후지타정, 오키도촌, 모리에노촌, 오에촌과 합병해, 구니미정이 성립하여. 동일 오사카촌은 폐지되었다.

## 교통
당시엔 일본국유철도 도호쿠 본선이 촌을 통과했지만 역은 존재하지 않았다. 또한 현재는 도호쿠 신칸센이 옛 마을 지역을 통과하지만, 당시에는 미개통이었다.

### 도로
- 시치가슈쿠 가도

현재 구촌 지역에는 도호쿠 자동차도로 구니미 나들묵이 위치해 있지만, 당시에는 미개통 상태였다.

## 참고문헌
- 角川日本地名大辞典 7 福島県